# Institute for Basic Science

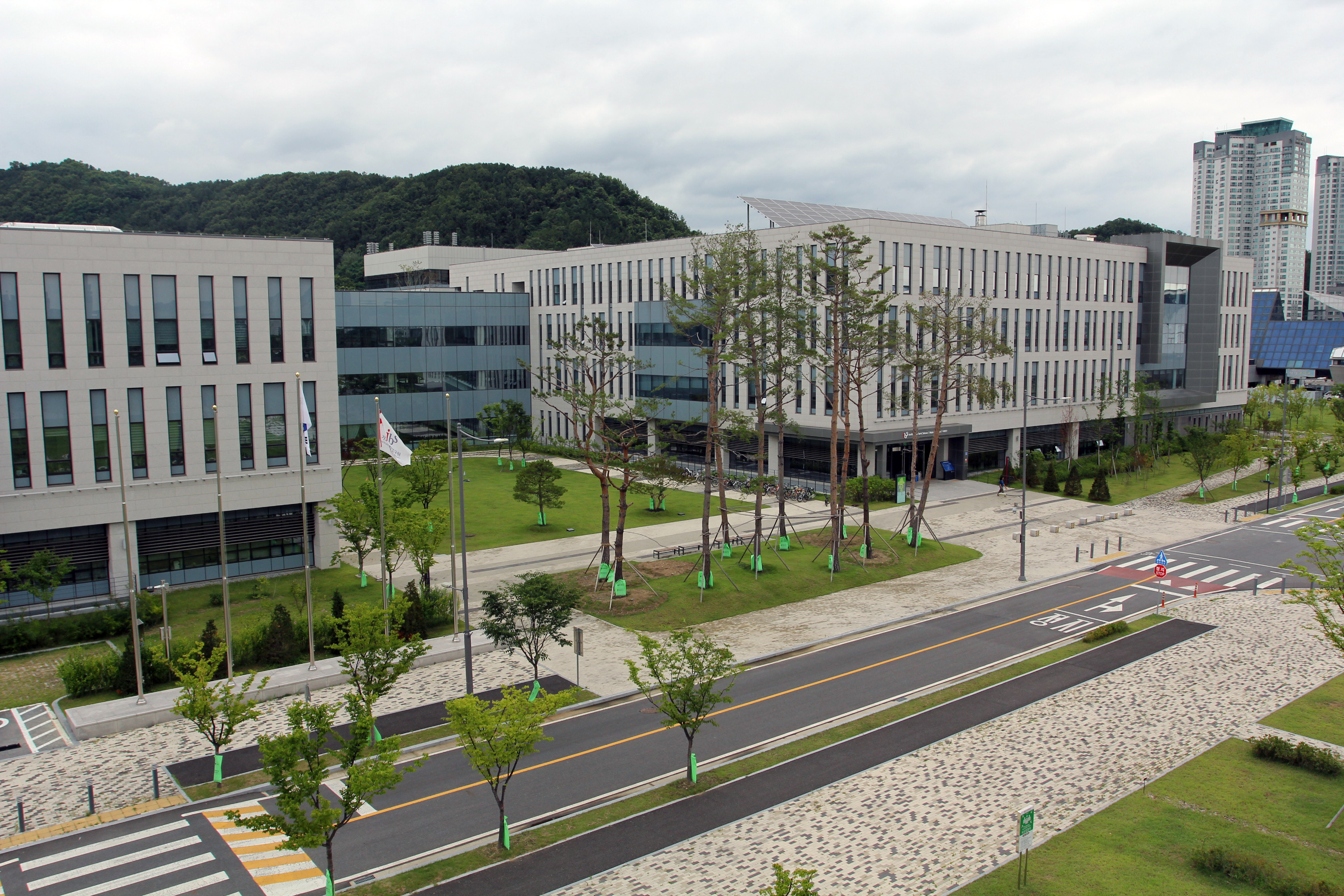
Institute for Basic Science - Daejeon

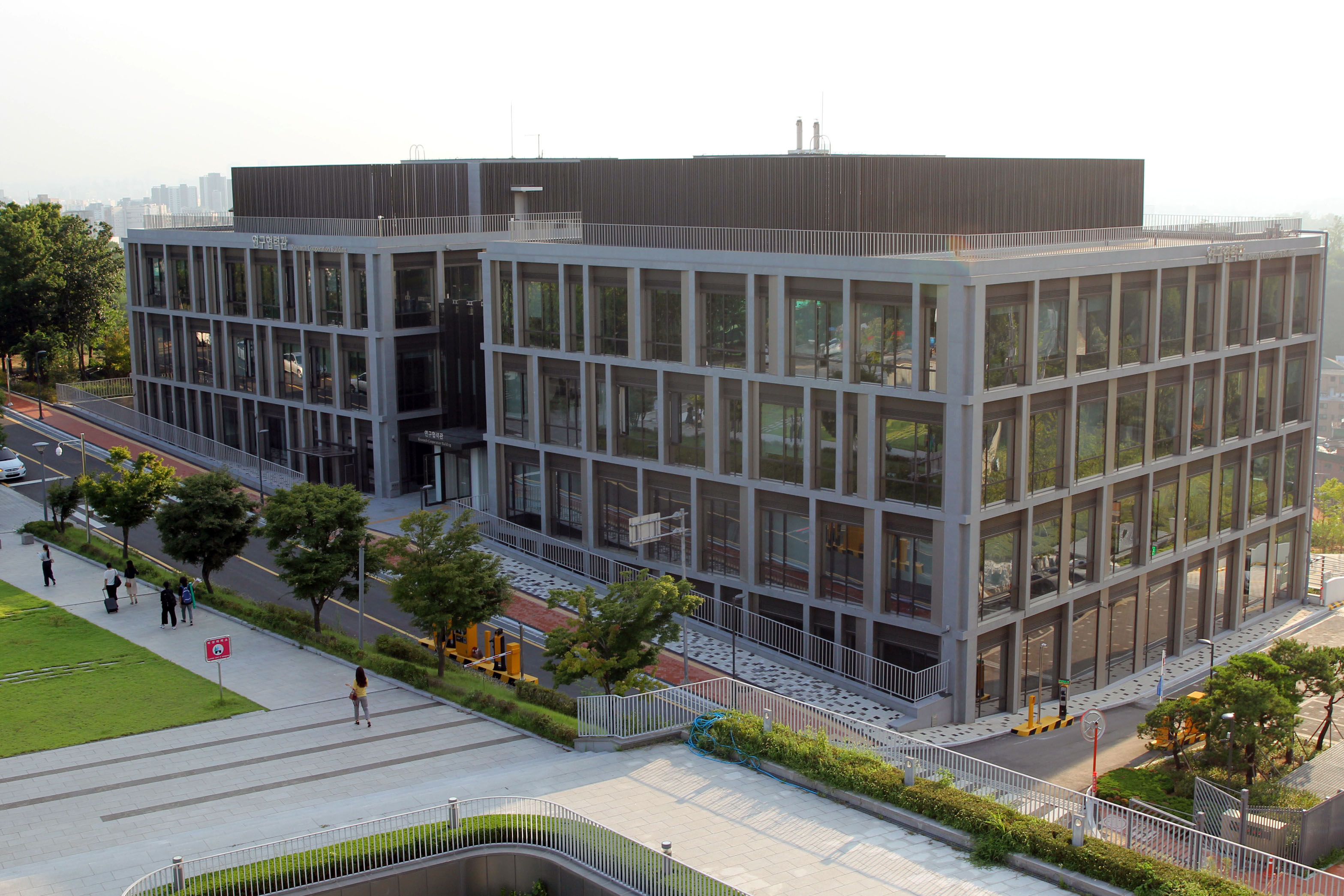
IBS-Zentrum für Quantum Nanoscience

Das Institute for Basic Science (IBS, koreanisch: 기초과학연구원) ist eine staatliche finanzierte Forschungseinrichtung mit Hauptsitz in Daejeon (Südkorea). Das Institut wurde 2011 von Lee Myung-bak gegründet und beschäftigt sich mit Grundlagenforschung der Wissenschaft und der Gesellschaft, das Motto lautet „Making Discoveries for Humanity & Society“.

## Arbeitsweise, Ausstattung
Das IBS wird von einem Präsidenten geleitet und ist dem Wissenschaftsministerium nachgeordnet. Es führt etwa 30 Forschungszentren in Südkorea und beschäftigt rund 1800 Forscher und Promovierende. Einige dieser Forschungszentren befinden sich auf Campussen anderer Institute und Universitäten, bspw. KAIST, DGIST, UNIST, GIST, POSTECH, Seoul National University, Sungkyunkwan University, Korea University, Yonsei University, Ewha Womans University und Pusan National University.
Etwa 30 Prozent der Wissenschaftler kommen aus dem Ausland.
Seit 2018 verfügt das IBS über einen Cray XC50-Supercomputer namens Aleph.
Bis 2021 soll der mit zwei Billionen Won (etwa 1,6 Mrd. Euro) budgetierte Schwerionenbeschleuniger RAON fertiggestellt werden.